# روسانو
روسانو (به ایتالیایی: Rossano) یک کومونه در ایتالیا است که در استان کزنتزا واقع شده‌است.

## خصوصیات
روسانو ۱۴۹ کیلومترمربع مساحت و ۳۸٬۲۲۹ نفر جمعیت دارد و ۲۷۰ متر بالاتر از سطح دریا واقع شده‌است.

## خواهرخوانده
شهر گروتافراتا خواهرخواندهٔ روسانو هست.